# Olympische Sommerspiele 1928/Leichtathletik – 4 × 100 m (Frauen)
Die 4-mal-100-Meter-Staffel der Frauen bei den Olympischen Spielen 1928 in Amsterdam wurde am 4. und 5. August 1928 im Olympiastadion Amsterdam ausgetragen. Acht Staffeln mit 32 Athletinnen nahmen teil.
Den Olympiasieg sicherte sich in neuer Weltrekordzeit die kanadische Staffel in der Besetzung Myrtle Cook, Ethel Smith, Fanny Rosenfeld und Jane Bell.

Silber ging an die USA mit Mary Washburn, Jessie Cross, Loretta McNeil und Betty Robinson.

Bronze ging an Deutschland (Rosa Kellner, Leni Schmidt, Anni Holdmann, Leni Junker).

## Rekorde

### Bestehende Rekorde
| Weltrekord         | 49,7 s                                      | TSV 1860 München (Rosa Kellner, Luise Holzer, Agathe Karrer, Lisa Gelius) | Berlin. Deutsches Reich                     | 15. Juli 1928                               |
| Olympischer Rekord | Wettbewerb erstmals im olympischen Programm | Wettbewerb erstmals im olympischen Programm                               | Wettbewerb erstmals im olympischen Programm | Wettbewerb erstmals im olympischen Programm |

### Rekordverbesserungen
Der bestehende Welt- und damit auch Olympiarekord wurde zweimal verbessert:
- 49,3 s – Kanada (Myrtle Cook, Ethel Smith, Fanny Rosenfeld, Jane Bell), erster Vorlauf am 4. August
- 48,4 s – Kanada (Myrtle Cook, Ethel Smith, Fanny Rosenfeld, Jane Bell), Finale am 5. August

## Durchführung des Wettbewerbs
Am 4. August wurden zwei Vorläufe absolviert. Die jeweils drei besten Staffeln – hellblau unterlegt – qualifizierten sich für das Finale, das am 5. August stattfand.

## Vorläufe
Datum: 4. August 1928

### Vorlauf 1
| Platz | Staffel     | Besetzung                                                           | Zeit   | Anmerkung |
| ----- | ----------- | ------------------------------------------------------------------- | ------ | --------- |
| 1     | Kanada      | Myrtle Cook Ethel Smith Fanny Rosenfeld Jane Bell                   | 49,3 s | WR        |
| 2     | Niederlande | Lies Aengenendt Rie Briejer Nettie Grooss Bets ter Horst            | 50,4 s |           |
| 3     | Frankreich  | Georgette Gagneux Yolande Plancke Marguerite Radideau Lucienne Velu | 51,0 s |           |
| 4     | Schweden    | Maud Sundberg Inga Gentzel Emy Pettersson Ruth Svedberg             | 53,2 s |           |

### Vorlauf 2
| Platz | Staffel            | Besetzung                                                             | Zeit   | Anmerkung |
| ----- | ------------------ | --------------------------------------------------------------------- | ------ | --------- |
| 1     | USA                | Jessie Cross Loretta McNeil Betty Robinson Mary Washburn              | 49,8 s |           |
| 2     | Deutsches Reich    | Anni Holdmann Leni Junker Rosa Kellner Leni Schmidt                   | 49,8 s |           |
| 3     | Königreich Italien | Luigia Bonfanti Giannina Marchini Derna Polazzo Vittorina Vivenza     | k. A.  |           |
| 4     | Belgien            | Elise Van Truyen Rose van Crombrugge Juliette Segers Léontine Stevens | k. A.  |           |

## Finale
Datum: 5. August 1928
| Platz | Staffel            | Besetzung                                                           | Zeit   | Anmerkung |
| ----- | ------------------ | ------------------------------------------------------------------- | ------ | --------- |
| 1     | Kanada             | Myrtle Cook Ethel Smith Fanny Rosenfeld Jane Bell                   | 48,4 s | WR        |
| 2     | USA                | Jessie Cross Loretta McNeil Betty Robinson Mary Washburn            | 48,8 s |           |
| 3     | Deutsches Reich    | Anni Holdmann Leni Junker Rosa Kellner Leni Schmidt                 | 49,0 s |           |
| 4     | Frankreich         | Georgette Gagneux Yolande Plancke Marguerite Radideau Lucienne Velu | 49,6 s |           |
| 5     | Niederlande        | Lies Aengenendt Rie Briejer Nettie Grooss Bets ter Horst            | 49,8 s |           |
| 6     | Königreich Italien | Luigia Bonfanti Giannina Marchini Derna Polazzo Vittorina Vivenza   | 53,6 s |           |

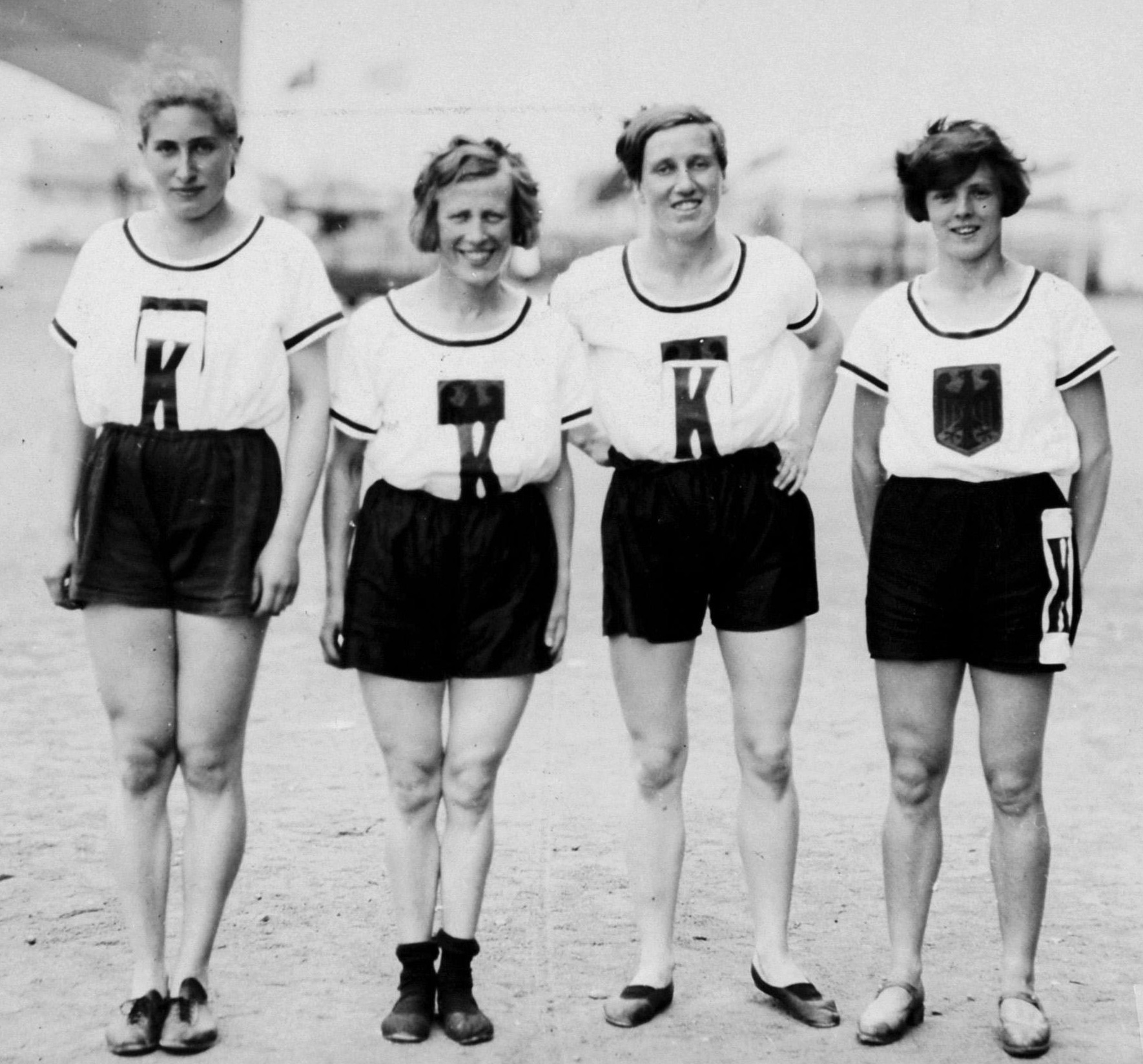
Die deutsche Bronzestaffel (v. l. n. r.): Leni Junker, Anni Holdmann, Leni Schmidt und Rosa Kellner

Bereits im Vorlauf fiel der Weltrekord, den die Staffel des TSV 1860 München mit 49,7 s bei den diesjährigen Deutschen Meisterschaften aufgestellt hatte. Im Finale war das kanadische Team, das im Vorlauf diesen Weltrekord verbessert hatte, mit den Silber- und Bronzemedaillengewinnerinnen aus dem 100-Meter-Einzellauf Fanny Rosenfeld und Ethel Smith noch einmal schneller und gewann die Goldmedaille in der neuen Weltrekordzeit von 48,3 s. Anfangs hatte die US-Staffel noch in Führung gelegen, doch beim ersten Wechsel schloss Kanada auf und sicherte sich dann den Sieg. Die Silbermedaille erliefen sich die US-Frauen mit der 100-Meter-Olympiasiegerin Betty Robinson als Schlussläuferin in 48,8 s. Mit 49,0 s lagen die deutschen Läuferinnen nur knapp dahinter und gewannen die Bronzemedaille. Auf Rang vier blieb die französische Staffel ebenfalls noch unter dem bis zu den Spielen gültigen Weltrekord.

## Video
Women Compete in Track and Field for the First Time - 1928 Olympics, youtube.com, Bereich: 0:45 min bis 1:08 min, abgerufen am 28. Juni 2021